# Edificio Municipal de Cochabamba
El Edificio Municipal de Cochabamba, es una infraestructura gubernamental, ubicada en las calles Lanza, Paccieri y Plaza Colon, centro historico de la ciudad de Cochabamba, en Bolivia. Construido durante la gestión municipal de Manfred Reyes Villa, y gobierno de Luis Arce Catacora.
Cumple las funciones del antiguo edificio municipal de la Plaza 14 de septiembre, asi como las otras dependencias municipales. Fue inaugurado el 28 de mayo de 2025.
Es una de las infraestructuras públicas recientemente construidas en Cochabamba y Bolivia.

## Historia

### Inicio de construcción
El 24 de febrero de 2023, iniciaron en la construcción del nuevo edificio, con excavaciones a profundidad en los predios municipales de la calle Lanza, obligando el traslado de la Secretaría de Desarrollo Humano a otros ambientes por un tiempo breve.